# Ивановский (Беловский район)
Ивановский — хутор в Беловском районе Курской области. Входит в Бобравский сельсовет.

## География
Хутор находится хедалеко от реки Псёл, в 81 км к юго-западу Курска, в 5 км к северо-востоку от районного центра — Белая, в 3,5 км от центра сельсовета — села Бобрава.
Климат
Ивановский, как и весь район, расположен в поясе умеренно континентального климата с тёплым летом и относительно тёплой зимой (Dfb в классификации Кёппена).

## Население
| 2002 | 2010 |
| ---- | ---- |
| 120  | ↘82  |

## Инфраструктура
Личное подсобное хозяйство. В хуторе 44 дома.

## Транспорт
Ивановский находится в 11 км от автодороги регионального значения 38К-028 (Обоянь — Суджа), в 3 км от автодороги межмуниципального значения 38Н-019 (Бобрава — Гочево — 38К-028), на автодороге 38Н-009 (Белая — граница с Белгородской областью), в 9,5 км от ближайшего ж/д остановочного пункта 94 км (линия Льгов I — Подкосылев).